# VOA Special English
VOA Special English (Voice of America Special English) – uproszczona odmiana języka angielskiego używana przez rozgłośnię „Głos Ameryki” w celu przekazywania informacji osobom nieanglojęzycznym oraz do nauki języka angielskiego.